# إنترلوكين 18
إنترلوكين 18 (بالإنجليزية: Interleukin 18 ومختصره IL18) ويسمى كذلك العامل المحفز لإنترفيرون غاما (بالإنجليزية: interferon-gamma inducing factor) هو بروتين مشفر بالمورثة IL18 وموجود في الإنسان، وهو سيتوكين منشط للالتهاب.